# قصر سلوى
قصر سلوى قصر أثري تاريخي يقع شمال الدرعية في منطقة الرياض وسط المملكة العربية السعودية.

## الوصف
يُعد القصر مقر أمراء وأئمة آل سعود طوال حكم الدولة السعودية الأولى٬ ويقع في محلة سلوى بالجهة الشمالية الشرقية لحي الطريف في مقدمة الحي٬ ويحد القصر شمالاً وادي حنيفة وشرقًا بيت المال٬ وغربًا مسجد الإمام عبد الله بن سعود وقصور إخوته الأمراء: فهد وإبراهيم وغيرهما من أبناء الإمام سعود٬ كما توجد البئر بالجهة الشمالية الغربية، ويعد القصر أكبر قصور مدينة الدرعية بمنطقة نجد، إذ تزيد مساحته على عشرة آلاف متر مربع٬ وهو مكون من سبع وحدات معمارية بنيت على مراحل متعاقبة بدأت منذ عهد الأمير محمد بن سعود بن مقرن مؤسس الدولة السعودية الأولى٬ وقد تهدم معظم أجزاء القصر. واشرف على بنائها أستاذ البناء (ابن حزيم) 

## مكونات القصر
من دراسة ما بقي من القصر يتضح أنه مكون من الآتي:
- الوحدة الأولى: تحتل الركن الشمالي الشرقي من القصر وتبلغ مساحتها 690م٬ يقع مدخلها في الجهة الجنوبية الغربية، وتتكون من مبنيين متماثلين٬ تتوسط كل مبنى منهما قاعة كبيرة تحيط بها ثلاث غرف٬ وبها سلم يصل إلى الدور الثاني والبرج الموجود بالجهة الشرقية٬ وتقع الوحدة في مواجهة الوادي، لذلك عملت لها فتحات.
- الوحدة الثانية: تبلغ مساحتها785 م، وقد أنشئت في عهد الإمام عبد العزيز بن محمد بن سعود٬ ولها مدخلين مدخل شمالي وآخر شرقي، أما المدخل الشمالي فيفضي إلى قاعة كبيرة مقسمة وأُستخدمت فيما بعد وحدات تخزين، أما المدخل الآخر فتميزت وحداته بالزخرفة والشرفات المسننة في علو المبنى .
- الوحدة الثالثة: تبلغ مساحتها 245م تتكون من ثلاثة طوابق لها مدخل من الجهة الشرقية يفضي إلى حجرات ثلاثة أكبرهن الوسطى، وقد قامت فيها العديد من التعديلات بعد أن استقر فيها الإمام سعود الكبير بعد والده الإمام عبدالعزيز بن محمد.
- الوحدة الرابعة: تبلغ مساحتها 445م، وتتكون من ثلاثة طوابق، ومدخلها من الجهة الشرقية، ويتكون الدور الأول من ثلاثة حجرات وجميع واجهات هذه الوحدة مليئة بالزخارف، وكما يوجد برج بالركن الشرقي من هذه الوحدة.
- الوحدة الخامسة: بُنيت في منتصف القرن الرابع عشر الهجري حيث قامت على انقاض حي الطريف الأثري الذي سبق أن هُجر بعد تدمير الدرعية عام 1232هـ.
- الوحدة السادسة: تبلغ مساحتها 720 م، ومنقسمة إلى ثلاثة مساكن كل واحد منها له مدخل خاص، وقد روعي فيها جودة البناء والتنفيذ المعماري.
- الوحدة السابعة: تتكون من جزءين تقدر مساحتهما 1100م، وقد استخدم الجزء الأول سكناً حتى نهاية القرن الرابع عشر الهجري، وقد طرأت عليه تعديلات مما أخفى سماته الأولى، وأما الجزء الآخر فهو أقل مساحة من الجزء الأول وقد تميز بوضوح السمات المعمارية الأولى اثناء فترة بنائه.[3]

## انظر ايضاً
- الدرعية

## وصلات خارجية
- «قصر العوجا» يعانق «قصر سلوى» واقتراح أمام الملك.
- أطلال قصر سلوى تتحول إلى شاشة عرض قصة الدولة السعودية الأولى.
- العاصمة السعودية الأولى.. من أطلال قصر «سلوى» إلى صخب «البجيري»!.